# Формула (фильм, 1980)
«Формула» (англ. The Formula) — криминальный триллер 1980 года по роману Стива Шэгана, выпущенный медиакомпанией Metro-Goldwyn-Mayer.
Фильм провалился в прокате, получив негативные отзывы. После этого фильма Марлон Брандо не появлялся на экранах 9 лет, до 1989 года.

## Сюжет
Лейтенанту Барни Кейну становится известно, что во время Второй мировой войны нацисты вывели формулу, которая позволяет синтезировать бензин без применения нефти. Так как его открытие ставит под угрозу положение нефтеперерабатывающих концернов, их владельцы собираются уничтожить как саму формулу, так и всех, кто знает о её существовании.

## В ролях
- Джордж Скотт — лейтенант Барни Кейн
- Марлон Брандо — Адам Штейфель
- Марта Келлер — Лиза Спанжлер
- Джон Гилгуд — доктор Абрахам Исо
- Ричард Линч — генерал Хельмут Кладен
- Маршалл Томпсон — геолог

## Номинации
В 1981 году фильм получил номинацию на премию «Оскар» за лучшую операторскую работу. Кроме того, был номинирован на антипремию «Золотая малина» в четырёх категориях:
- Худшая режиссёрская работа — Джон Эвилдсен
- Худший фильм — Стив Шэган
- Худший сценарий — Стив Шэган
- Худшая мужская роль второго плана — Марлон Брандо